# František Kočí
František Kočí (27. listopadu 1880 Rozhovice – 12. dubna 1946 Praha) byl český soudce a vrchní ředitel věznice Bory v Plzni.

## Život
Otec Františka Kočího se po patnáctileté vojenské službě usadil na Chrudimsku ve vesničce Rozhovice, oženil se a postavil si malý domek na návsi u rybníka. Ten po úpravě slouží dodnes obecnímu úřadu. Rodiče žili skromně a vychovali více dětí. V Rozhovicích nebyla obecní škola, a tak chodil František do nedaleké farní obce Jezbořice. Pan řídící poznal, že jde o nadaného žáka, a doporučil jej ke studiu na chrudimské gymnázium. František Kočí pak každý den ušel 16 km pěšky po dobu školního studia. Byl pilným žákem, věnoval se hře na housle a pěkně zpíval v kapli gymnázia. Ve studiu pokračoval na tehdejší Karlo-Ferdinandově univerzitě, jak se jmenovala po rozdělení na českou a německou část v roce 1881.
V roce 1906 promoval na doktora obojího práva s titulem JUDr. a stal se soudcem okresního soudu v Chrudimi. V té době již byl ženatý, měl za manželku M. Vondráčkovou z Chrudimi a žil u rodičů manželky.
Za 1. světové války byl povolán do Prahy a jmenován státním navládním u městského soudu ve Spálené ulici. Zde se setkal s mnoha nespravedlnostmi a bojoval proti nim jejich zveřejňováním v odborných časopisech.
Po roce 1918 se v období působení ministra spravedlnosti Alfréda Meisnera stal jeho odborným poradcem. Ke konci roku 1923 byl ministrem spravedlnosti jmenován vrchním ředitelem borské trestnice. Úřadu se ujal v lednu 1924. Jeho příchodem do borské trestnice bylo ukončeno obsazovaní této funkce vojenskými osobami v záloze a stal se prvním vrchním ředitelem s vysokoškolským právním vzděláním.
V pořadí byl již šestý vrchní ředitel borské trestnice. Ve své funkci se snažil změnit dosavadní tuhý vojenský režim odsouzených, prosadit humánní přístup za pomoci vzdělávací činnosti a náboženství. Za čtyřleté období svého působení v borské trestnici vykonal mnoho užitečného jak pro odsouzené, tak i pro veřejnost. Plzeňané se mohli v roce 1926 poprvé seznámit s činností trestnice na Průmyslové a hospodářské výstavě konané v Masarykově škole v Plzni. Byl zde vystaven první papírový model trestnice a různé výrobky, které odsouzení vyráběli. Součástí výstavy byly i přednášky o výchově zpustlé mládeže, které prováděl JUDr. Kočí. Úspěšná činnost vrchního ředitele v oblasti humanizace vězeňství a vzdělávání odsouzených byla narušována mimořádnými událostmi, jako byly časté útěky odsouzených z venkovních pracovišť a jednoho mimořádně závažného útěku tří odsouzených přímo přes ohradní zeď borské trestnice před okny bytu vrchního ředitele. Plzeňské noviny Český deník obvinily vrchního ředitele, že je plně odpovědný za režim v trestnici, který za jeho vedení byl značné uvolněn. Tyto okolnosti napomohly k tomu, že k 31. prosinci 1927 byl odvolán z funkce a přeložen do Komenského ústavu v Košicích, kde vykonával funkci přednosty ústavu. Z této doby pochází jeho kniha Po stopách spravedlnosti vydaná v roce 1928 v nakladatelství Melantrich. V této knize líčí příběhy vězňů. I v Košicích pokračoval JUDr. Kočí úspěšně v osvětové práci s mladými lidmi. Rozšířil si své názory na práci a výchovu narušeně mládeže.
V ústavu pro mladistvé setrval až do doby obsazeni Košic maďarským vojskem v roce 1938. Vrátil se zpět do Prahy a ve svých 58 letech byl penzionován. V této době se zaměřil na dvě oblasti činností. Za prvé to bylo napomáhání propuštěným vězňům, aby se mohli znovu uplatnit v praktickém životě, a za druhé, chtěl se uplatnit jako spisovatel a dramatik. Z jeho literární pozůstalosti se zachoval rukopis románu V bolestech se rodí štěstí z roku 1942, knižně však nebyl vydán. Dále je to povídka Bašta, divadelní hru Boží muka napsal pod pseudonymem Václav Rozhovický, pravděpodobně si vzpomněl na svou rodnou obec na Chrudimsku. Hru Od pádu k vítězství z vesnického prostředí již podepsal svým jménem. Ve své literární činnosti vycházel z bohatých zkušeností, které získal v soudnictví a vězeňství. V roce 1945 se dočkal osvobození ČSR. ale ještě na konci roku jej postihla mozková příhoda, které v dubnu 1946 podlehl.

## Dílo
- Po stopách spravedlnosti – Melantrich 1928

## Pozůstalost, rukopisy
- V bolestech se rodí štěstí – rukopis románu, 1942
- Bašta – povídka
- Boží muka – divadelní hra pod pseudonymem Václav Rozhovický
- Od pádu k vítězství – hra